# Corneli Dolabel·la (cavaller romà)
Corneli Dolabel·la (llatí: Cnaeus (?) Cornelius Dolabella) va ser un cavaller romà.
L'any 70 l'emperador Otó el va enviar a la colònia d'Aquinum en una espècie de custòdia en semillibertat (libera custòdia) no per cap raó especial sinó per ser membre d'una família que estava emparentada amb Galba cosa que el feia sospitós al nou emperador.
A la mort d'Otó va tornar a Roma. Estava casat amb Petrònia, que abans havia estat la dona de Vitel·li, ara emperador. Per intrigues, va ser denunciat com a traïdor al prefecte de la ciutat per un amic seu de nom Planci Var. El prefecte, que era un home de temperament suau però feble, el volia deixar lliure, fins que la dona de Vitel·li, Triària, va imposar la seva condemna demanant-li de no sacrificar la seguretat del príncep al seu sentit de la clemència. Vitel·li també s'havia alarmat amb l'acusació de la seva dona, i com que Dolabel·la s'havia casat amb Petrònia, la seva antiga esposa, el va atraure a Interamnium, i allí va ordenar que fos condemnat a mort. Aquest va ser el primer acte de crueltat sense sentit en el regnat de Vitel·li.